# Sybille J. Schedwill

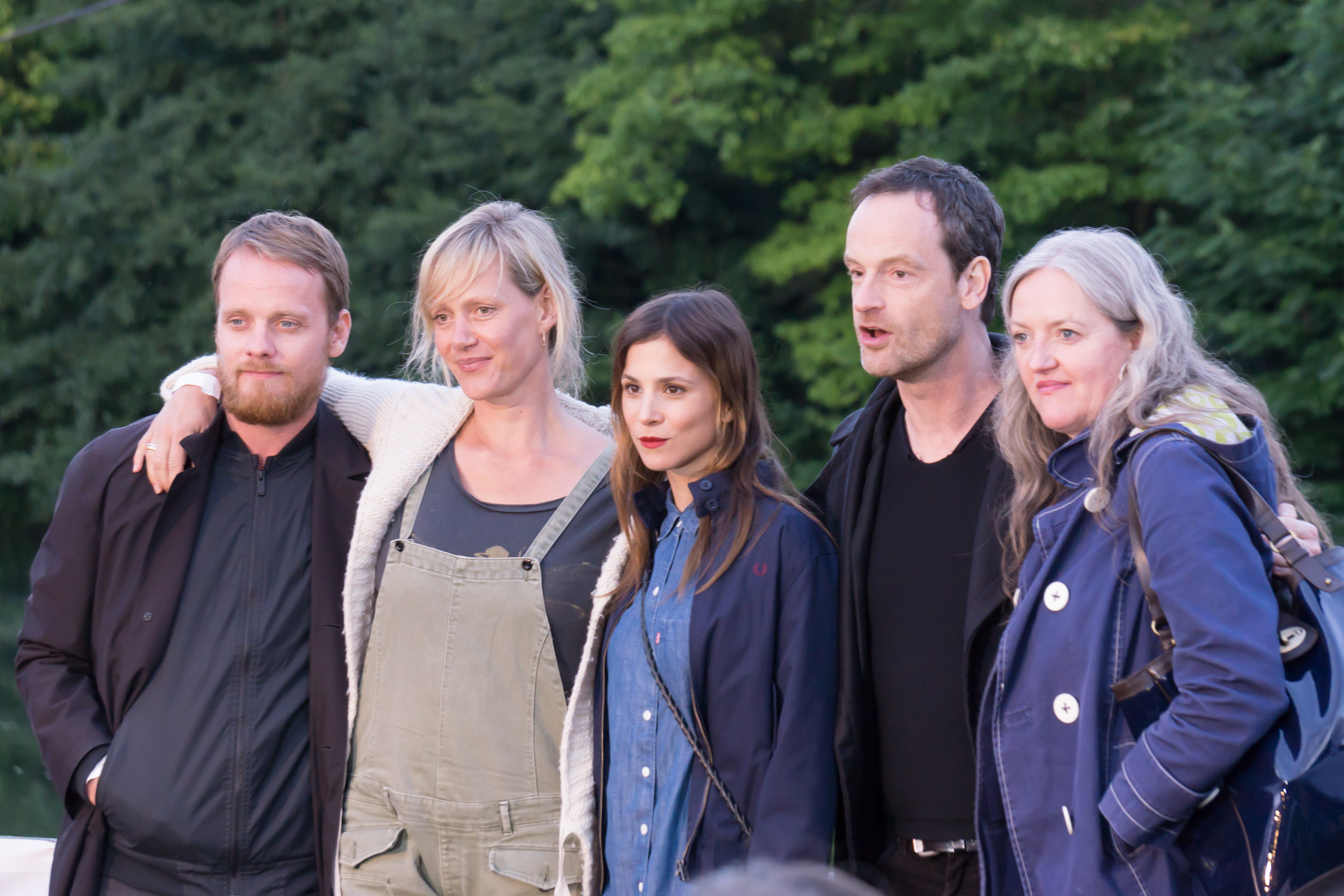
Sybille J. Schedwill (rechts) mit dem Team des Dortmunder Tatorts (Foto: 2016)

Sybille Jacqueline Schedwill (* 13. November 1963 in Heilbronn) ist eine deutsche Schauspielerin.

## Leben
Sybille Jacqueline Schedwill studierte ab 1987 und schloss im Jahre 1991 die Schauspielausbildung an der Hochschule für Musik und Theater in Hannover ab. Schon während ihrer Ausbildung spielte sie als Gast am Staatstheater Hannover. Es folgten Festengagements am Landestheater in Rudolstadt sowie am Rheinischen Theater in Neuss. Seit 1996 ist Schedwill freiberuflich tätig und arbeitete an Theatern in Nürnberg, Stuttgart, Oberhausen und Düsseldorf. Sie arbeitete u. a. mit den Regisseuren Dimiter Gotscheff, Konstanze Lauterbach und Nicolas Stemann zusammen.
Erste Dreherfahrung sammelte sie 1991 in Der große Bellheim von Dieter Wedel. In der Folge arbeitete sie unter der Regie von Roland Suso Richter, Oliver Hirschbiegel, Torsten C. Fischer, Hartmut Schoen, Hermine Huntgeburth, Dominik Graf, Helmut Dietl, Tom Tykwer und Sherry Hormann zusammen. International wirkte sie 2005 in der Hollywood-Verfilmung von Rohtenburg unter der Regie von Martin Weisz.
Seit 2015 spielt sie die Rolle der Pflegedienstleiterin Mechthild Puhl in der Serie Bettys Diagnose.
Schedwill lebt in Köln.
Schedwill arbeitete von 2006 bis 2017 auch als Dozentin für Rollen- und Szenenstudium an der Hochschule für Musik und Theater in Hannover und der Folkwang Hochschule in Essen.

## Filmografie (Auswahl)

### Kino
- 1999: Late Show (Regie: Helmut Dietl)
- 2000: Der Krieger und die Kaiserin (Regie: Tom Tykwer)
- 2000: Anna Wunder (Regie: Ulla Wagner)
- 2001: Der Zimmerspringbrunnen (Regie: Peter Timm)
- 2002: Tattoo (Regie: Robert Schwentke)
- 2003: Science Fiction (Regie: Franz Müller)
- 2004: Männer wie wir (Regie: Sherry Hormann)
- 2005: Der Schatz der weißen Falken (Regie: Christian Zübert)
- 2006: Rohtenburg (Regie: Martin Weisz)
- 2007: Rennschwein Rudi Rüssel 2 (Regie: Peter Timm)
- 2008: Die Entdeckung der Currywurst (Regie: Ulla Wagner)
- 2008: Hardcover (Regie: Christian Zübert)
- 2009: Die Liebe der Kinder (Regie: Franz Müller)
- 2010: Satte Farben vor Schwarz (Regie: Sophie Heldman)
- 2011: Lollipop Monster (Regie: Ziska Riemann)
- 2012: Das Leben ist nichts für Feiglinge (Regie: André Erkau)
- 2013: Der Medicus (The Physician, Regie: Philipp Stölzl)
- 2020: Exil
- 2020: Gott, du kannst ein Arsch sein!

### Fernsehen
- 1991: Der große Bellheim (Regie: Dieter Wedel)
- 1997: Die Bubi-Scholz-Story (Regie: Roland Suso Richter)
- 1998: Todfeinde (Regie: Oliver Hirschbiegel)
- 1999: Balko – Erst erben, dann sterben (Regie: Uli Möller)
- 2001: Das letzte Versteck (Regie: Pierre Koralnik)
- 2001: Liebeskrank (Regie: Olaf Kreinsen)
- 2001–2003: Ritas Welt (Episoden Jugendamt und Didis Party, Regie: Ulli Baumann)
- 2002: Weihnachten (Regie: Marc Andreas Bochert)
- 2002: Tatort: Lastrumer Mischung (Regie: Thomas Jauch)
- 2002: Ladies and Gentleman (Regie: Nina Rose)
- 2002–2004: Axel! (Regie: Dominic Müller, Christian Theede, Michael Stelzer)
- 2003: Tatort: Mutterliebe (Regie: Züli Aladag)
- 2003: Wilsberg – Wilsberg und der stumme Zeuge (Regie: Peter Lichtefeld)
- 2003: Für immer im Herzen (Regie: Miguel Alexandre)
- 2003: Scheidungsopfer Mann (Regie: Stephan Krohmer)
- 2003: Zwischen Tag und Nacht (Regie: Nicolai Rohde)
- 2004: Der Stich des Skorpion (Regie: Stephan Wagner)
- 2004: Ein toter Bruder (Regie: Stephan Krohmer)
- 2004: Halt durch, Paul! (Regie: Dietmar Schuch)
- 2004: Siehst Du mich? (Regie: Katinka Feistl)
- 2005: Contergan (Regie: Adolf Winkelmann)
- 2005: Die Mauer – Berlin ’61 (Regie: Hartmut Schoen)
- 2005: Liebe ist das beste Rezept (Regie: Jorgo Papavassiliou)
- 2005: Tatort: Der Lippenstiftmörder (Regie: Andreas Senn)
- 2006: Teufelsbraten (Regie: Hermine Huntgeburth)
- 2006: Krieg der Frauen (Regie: Katinka Feistl)
- 2006: Das große Hobeditzn (Regie: Matthias Kiefersauer)
- 2006: Die Anwälte – Haltlos (Regie: Katinka Feistl)
- 2007: Tatort: Nachtgeflüster (Regie: Torsten C. Fischer)
- 2007: Autopiloten (Regie: Bastian Günther)
- 2007: Meine böse Freundin (Regie: Maris Pfeiffer)
- 2007: Das Gelübde (Regie: Dominik Graf)
- 2007: Die Liebe der Kinder (Regie: Franz Müller)
- 2007: Das große Hobeditzn (Regie: Matthias Kiefersauer)
- 2008: SOKO Köln – Mörder an Bord (Regie: Sascha Thiel)
- 2008: Der Staatsanwalt (Regie: Boris Keidies)
- 2009: Der verlorene Vater (Regie: Hermine Huntgeburth)
- 2010–2014: Danni Lowinski (Regie: Peter Gersina)
- 2011: Für kein Geld der Welt (Regie: Stephan Meyer)
- 2011: Der Staatsanwalt – Das Duell (Regie: Michael Kreindl)
- 2011: Gottes mächtige Dienerin (Regie: Marcus O. Rosenmüller)
- 2011: Liebe mit Nebenwirkungen (Regie: Christoph Schrewe)
- 2011: Schleuderprogramm (Regie:Katinka Feistl)
- 2011: Pilgerfahrt nach Padua (Regie: Jan Ruzicka)
- 2011: Wilsberg – Tote Hose (Regie: Hans-Günther Bücking)
- 2012: Mord mit Aussicht – Die Venus von Hengasch (Regie: Christoph Schnee)
- 2013: Mord in Eberswalde (Regie: Stephan Wagner)
- 2014: Kückückskind
- 2014–2016: Herzensbrecher – Vater von vier Söhnen
- seit 2015: Tatort → siehe Faber und Bönisch
  - 2015: Schwerelos
  - 2015: Kollaps
  - 2016: Hundstage
  - 2016: Zahltag
  - 2018: Tollwut
  - 2018: Tod und Spiele
  - 2019: Zorn
  - 2019: Inferno
  - 2021: Heile Welt
  - 2021: Masken
  - 2022: Liebe mich!
  - 2022: Du bleibst hier
  - 2023: Love is Pain
  - 2023: Cash
  - 2025: Abstellgleis
- 2015: 600 PS für zwei
- seit 2015: Bettys Diagnose
- 2015–2016: Matterns Revier
- 2016: Der Hodscha und die Piepenkötter
- 2016: Hotel Heidelberg: Kommen und Gehen
- 2016: Das beste Stück vom Braten
- 2017: Die Füchsin – Spur auf der Halde
- 2017: Die Lebenden und die Toten – Ein Taunuskrimi
- 2017: Mein wildes Herz – Alles auf Sieg
- 2017: Alles Klara – Trauerschnäpper (Regie: Thomas Freundner)
- 2017: Ich gehöre ihm
- 2020: Heldt – Der falsche Heldt
- 2021: Klara Sonntag – Kleine Fische, große Fische
- 2023, 2024: In aller Freundschaft: Am offenen Herzen, Liebes Leben

## Hörspiele
- 1999: Patrick Modiano: Dora Bruder – Regie: Norbert Schaeffer (Hörspiel – WDR)